# Innocents (album de Moby)
Pour les articles homonymes, voir Les Innocents.
 (juillet 2013).
Si vous disposez d'ouvrages ou d'articles de référence ou si vous connaissez des sites web de qualité traitant du thème abordé ici, merci de compléter l'article en donnant les références utiles à sa vérifiabilité et en les liant à la section « Notes et références ».
Albums de Moby
Destroyed
(2011) Long Ambients 1: Calm. Sleep.
(2016)
Innocents est le onzième album studio de Moby paru le 1er octobre 2013.

## Liste des titres
| No  | Titre                                 | Durée |
| --- | ------------------------------------- | ----- |
| 1.  | Everything That Rises                 | 4:38  |
| 2.  | A Case for Shame (feat. Cold Specks)  | 6:06  |
| 3.  | Almost Home (feat. Damien Jurado)     | 6:00  |
| 4.  | Going Wrong                           | 3:44  |
| 5.  | The Perfect Life (feat. Wayne Coyne)  | 6:03  |
| 6.  | The Last Day (feat. Skylar Grey)      | 4:41  |
| 7.  | Don't Love Me (feat. Inyang Bassey)   | 4:20  |
| 8.  | A Long Time                           | 4:31  |
| 9.  | Saints                                | 4:34  |
| 10. | Tell Me (feat. Cold Specks)           | 5:33  |
| 11. | The Lonely Night (feat. Mark Lanegan) | 4:52  |
| 12. | The Dogs                              | 9:25  |

| 1. | I Tried          | 7:19 |
| 2. | Illot Motto      | 3:39 |
| 3. | Miss Lantern     | 4:43 |
| 4. | Blindness        | 5:40 |
| 5. | Everyone Is Gone | 2:31 |
| 6. | My Machines      | 4:26 |

## Personnel
- Moby : chant sur The Perfect Life et The Dogs, musique
- Cold Specks : chant sur A Case for Shame et Tell Me
- Damien Jurado : chant sur Almost Home
- Wayne Coyne : chant sur The Perfect Life
- Skylar Grey : chant sur The Last Day
- Inyang Bassey : chant sur Don't Love Me, chœurs (2, 3, 9)
- Mark Lanegan : chant sur The Lonely Night
- Mindy Jones : chant sur Miss Lantern, chœurs (3, 7, 11)
- Steve Sidelnyk : batterie (5, 8, 9)
- Sunna Wehrmeijer : orchestre sur Saints
- Julie Mintz : chant sur I Tried
- Joy Malcolm : chant sur Blindness